# Helmstadt
Helmstadt ist ein Markt im unterfränkischen Landkreis Würzburg und der Sitz der Verwaltungsgemeinschaft Helmstadt.

## Geographie
Helmstadt liegt in der Planungsregion Würzburg.

### Gemeindegliederung
Es gibt zwei Gemeindeteile (in Klammern ist der Siedlungstyp angegeben):
- Helmstadt (Hauptort)
- Holzkirchhausen (Kirchdorf)

Es gibt die Gemarkungen Helmstadt und Holzkirchhausen.

### Nachbargemeinden
- Holzkirchen
- Uettingen
- Waldbüttelbrunn
- Irtenberger Wald
- Altertheim
- Neubrunn
- Wertheim

## Name

### Etymologie
Der Name Helmstadt besteht aus dem Personennamen Adalhalm und dem althochdeutschen Wort stat. Als Erklärung ergibt sich daraus Wohnstätte des Adalhalm.

### Frühere Schreibweisen
Frühere Schreibweisen des Ortes aus diversen historischen Karten und Urkunden:
| - 770 Adalhalmestat - 816 Halabingestat - 1246 Helbingestat - 1305 Heblingestat | - 1335 Helmstat - 1559 Helmstadt - 1800 Markthelmstadt - 1831 Helmstadt |

## Geschichte

### Frühe Geschichte
Eine erste Besiedlung des Gebiets fand in der Bandkeramikzeit zwischen 6000 und 4000 v. Chr. statt. Dies belegen Funde am Altersberg, Ameisenberg und in der Hochstatt. Für die Zeit danach sind keine Funde bekannt, erst in der Urnenfelderzeit, zwischen 1200 und 750 v. Chr., lässt sich eine Besiedlung der Flur Roth im Osten des Ortes nachweisen. Bei der Erschließung des Roths als Neubaugebiet wurden von 1999 bis 2000 n. Chr. Ausgrabungen durchgeführt und dabei zahlreiche Scherben- und Pfostengrubenfunde gemacht. Die Siedlung wuchs dann im Laufe der Hallstattzeit von 750 bis 450 v. Chr. Danach gibt es keine weiteren Anzeichen für eine Besiedlung.

### Mittelalter
Erst gegen Anfang des Mittelalters ist eine Besiedelung des Gebiets durch sogenannte Waldsassen – im Wald Siedelnde – belegt, was der Gegend auch einen seiner Namen gegeben hat: Waldsassengau. Eine formale Ortsgründung fand vermutlich zwischen 680 und 750 n. Chr. statt. Erstmals urkundlich erwähnt wurde Helmstadt mit dem Namen „Adalhalmestat“ im Jahre 772 n. Chr. Am 20. Januar 772 wurde das Zehntrecht an dem Dorf zusammen mit dem des Nachbarorts Uettingen vom Eigentümer der Dörfer, einem adligen Geistlichen namens Alwalah an das Benediktinerkloster Fulda übertragen. In den folgenden Jahrhunderten teilten sich die Grafen von Wertheim und das Benediktinerkloster Holzkirchen die Herrschaft über den Ort. Eine erste Erwähnung der zugehörigen Pfarrei ist für das Jahr 1291 belegt. In der Koadjutorfehde zwischen dem Grafen von Wertheim und dem Deutschen Orden wurde das Dorf zur Jahreswende 1466/1467 komplett niedergebrannt.

### Neuzeit

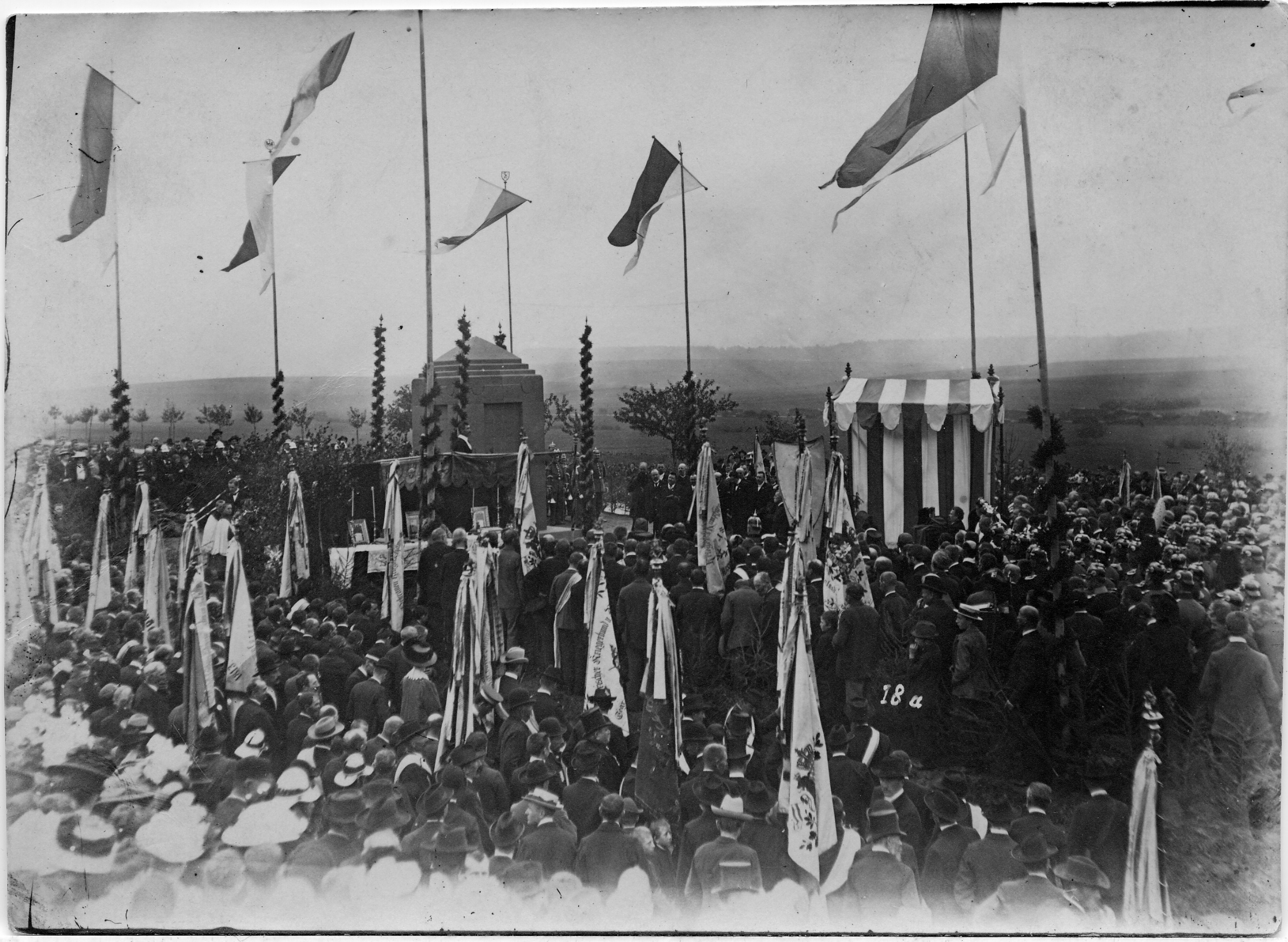
Festakt zur Enthüllung des Prinz-Ludwig-Denkmals am 3. Oktober 1909

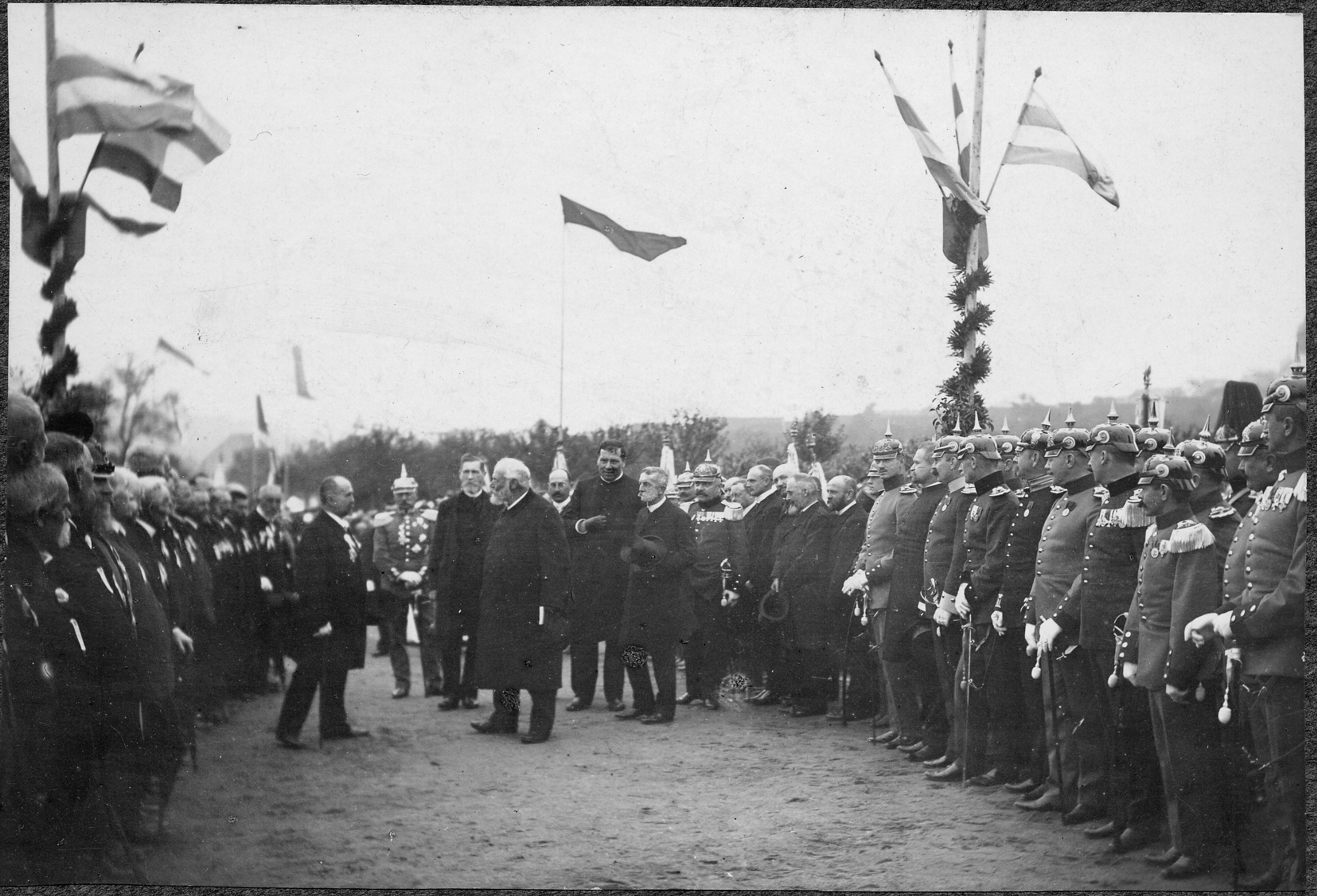
Abschreiten der Ehrenformation von Kriegsveteranen durch Prinz Ludwig

Nachdem die Wertheimer Grafen im Jahre 1556 mit dem Tod von Michael III. in der männlichen Linie ausgestorben waren, beanspruchte das Hochstift Würzburg den Ort. Im Jahr 1612 verleibte Julius Echter Helmstadt wieder dem Hochstift ein. Die Vogtei über das Dorf war vom letzten Wertheimer Graf auf die Nürnberger Patrizierfamilien Haller von Hallerstein, Imhof und von Buirette übergegangen, die dieses Recht bis in das beginnende 19. Jahrhundert ausübten. Während des Dreißigjährigen Krieges wurde das Dorf wiederholt von Truppen verschiedener Zugehörigkeit besetzt und ausgeplündert. Das Marktrecht wurde dem Ort am 1. Oktober 1770 vom damaligen Fürstbischof von Bamberg und Würzburg, Adam Friedrich von Seinsheim verliehen.
Während des Deutschen Krieges von 1866 fand am 25. Juli 1866 in der Nähe des Ortes ein Gefecht zwischen preußischen und mit Österreich verbündeten bayrischen Truppen statt, bei der Prinz Ludwig von Bayern, der spätere König Ludwig III., eine Schussverletzung erlitt. Diesem Ereignis wurde später mit der Errichtung des Prinz-Ludwig-Denkmals am Ortsausgang Richtung Würzburg gedacht, das am 3. Oktober 1909 unter Beisein des Prinzen und Veteranen des Krieges von 1866 während eines Festakts enthüllt wurde.
Dem Ersten Weltkrieg fielen 48 Helmstädter und zwölf Holzkirchhausener Soldaten zum Opfer. Der Zweite Weltkrieg forderte nochmal 111 und 31 Opfer von den beiden Dörfern. Auch wurden mehrere behinderte Einwohner durch die Nazis ermordet. Am 2. April 1945, einem Ostermontag, wurde das Dorf ohne Kampfhandlungen von anrückenden US-amerikanischen Truppen befreit.

### Heute
Die Marktgemeinde gehört seit der Landkreisreform am 1. Juli 1972 zum Landkreis Würzburg. Zuvor war es Teil des aufgelösten Landkreises Marktheidenfeld. Nach der Gebietsreform wurde Helmstadt als Regionalplatz II ausgewiesen, d. h. als bevorzugt zu entwickelndes Kleinzentrum.

### Eingemeindungen
Im Zuge der Gebietsreform in Bayern wurde am 1. Mai 1978 die Gemeinde Holzkirchhausen eingegliedert.

### Einwohnerentwicklung
Im Zeitraum 1988 bis 2018 stieg die Einwohnerzahl von 2335 auf 2657 um 322 Einwohner bzw. um 13,8 %.
| Jahr          | 1961 | 1970 | 1987 | 1991 | 1995 | 2000 | 2005 | 2010 | 2015 | 2018 | 2020 |
| ------------- | ---- | ---- | ---- | ---- | ---- | ---- | ---- | ---- | ---- | ---- | ---- |
| Einwohnerzahl | 1923 | 2097 | 2307 | 2448 | 2630 | 2669 | 2631 | 2583 | 2610 | 2657 | 2686 |

## Politik

### Verwaltungsgemeinschaft
Seit dem 1. Mai 1978 ist Helmstadt Sitz der gleichnamigen Verwaltungsgemeinschaft. Diese umfasst die Gemeinden Helmstadt mit Holzkirchhausen, Holzkirchen mit Wüstenzell, Remlingen und Uettingen.

### Bürgermeister
Tobias Klembt (CSU) ist seit 1. Mai 2020 Erster Bürgermeister. Er wurde bei einer Wahlbeteiligung von 73,4 % am 15. März 2020 mit 55,28 % der Stimmen gewählt. Sein Mitbewerber war Vorgänger Edgar Martin (Initiative Demokratischer Bürger), im Amt vom 1. Mai 2008 bis 30. April 2020.

### Marktgemeinderat
Für die Amtszeit vom 1. Mai 2020 bis 30. April 2026 erreichten die drei Wahlvorschläge folgende Stimmen- und Sitzzahl:
| CSU                                | 41,32 % | 6 Sitze |
| Initiative Demokratischer Bürger   | 38,25 % | 5 Sitze |
| Wählergemeinschaft Holzkirchhausen | 20,43 % | 3 Sitze |

73,43 % der Wahlberechtigten machten von ihrem Stimmrecht am 15. März 2020 Gebrauch.

### Allianz Waldsassengau
Seit dem 20. November 2014 ist Helmstadt zusammen mit zwölf umliegenden Gemeinden in der Allianz Waldsassengau organisiert. Der Verein dient der interkommunalen Zusammenarbeit.

### Wappen
| Wappen von Helmstadt | Blasonierung: „In Gold drei, zwei zu eins gestellte sechs blättrige rote heraldische Rosen, dazwischen ein waagrechter blauer Werkzeugstiel.“ |
| Wappen von Helmstadt | Wappenbegründung: Die Verwendung eines Wappens wurde Helmstadt erstmals im Jahre 1589 durch Ludwig III. von Löwenstein, damaliger Graf von Wertheim, gestattet. Neben drei der Grafschaft Wertheim zugerechneten Rosen trägt das Wappen einen Werkzeugstiel, einen sogenannten Halm oder Helbling, der sich auch in früheren Ortsnamen wiederfinden lässt. Wappengeschichte: Das Wappen ist seit 1596 durch Abdruck eines Siegels überliefert. Die Rosen sind dem Wappen der Grafen von Wertheim entnommen, die seit 1249 in Helmstadt als Vögte belegt sind. Ihre Burg war wohl Amtssitz. Die Herkunft der als Keule bezeichneten Wappenfigur ist unklar, sie wird als örtliches Beizeichen angesehen. Manche deuten diese Figur auch als ein für den nicht mehr verstandenen Ortsnamen redendes Helmeisen, das bei der Herstellung eines Helms zum Schmieden des Helmlochs eingesetzt wird. Der Ortsnamen leitet sich von dem Personennamen Halabing ab. Die Farben sind nicht überliefert und willkürlich gewählt. Im 19. Jahrhundert geriet das Wappen in Vergessenheit. Die Wiederannahme erfolgte 1914. |

### Städtepartnerschaften
- Chiusi della Verna (Italien)

## Wirtschaft und Infrastruktur

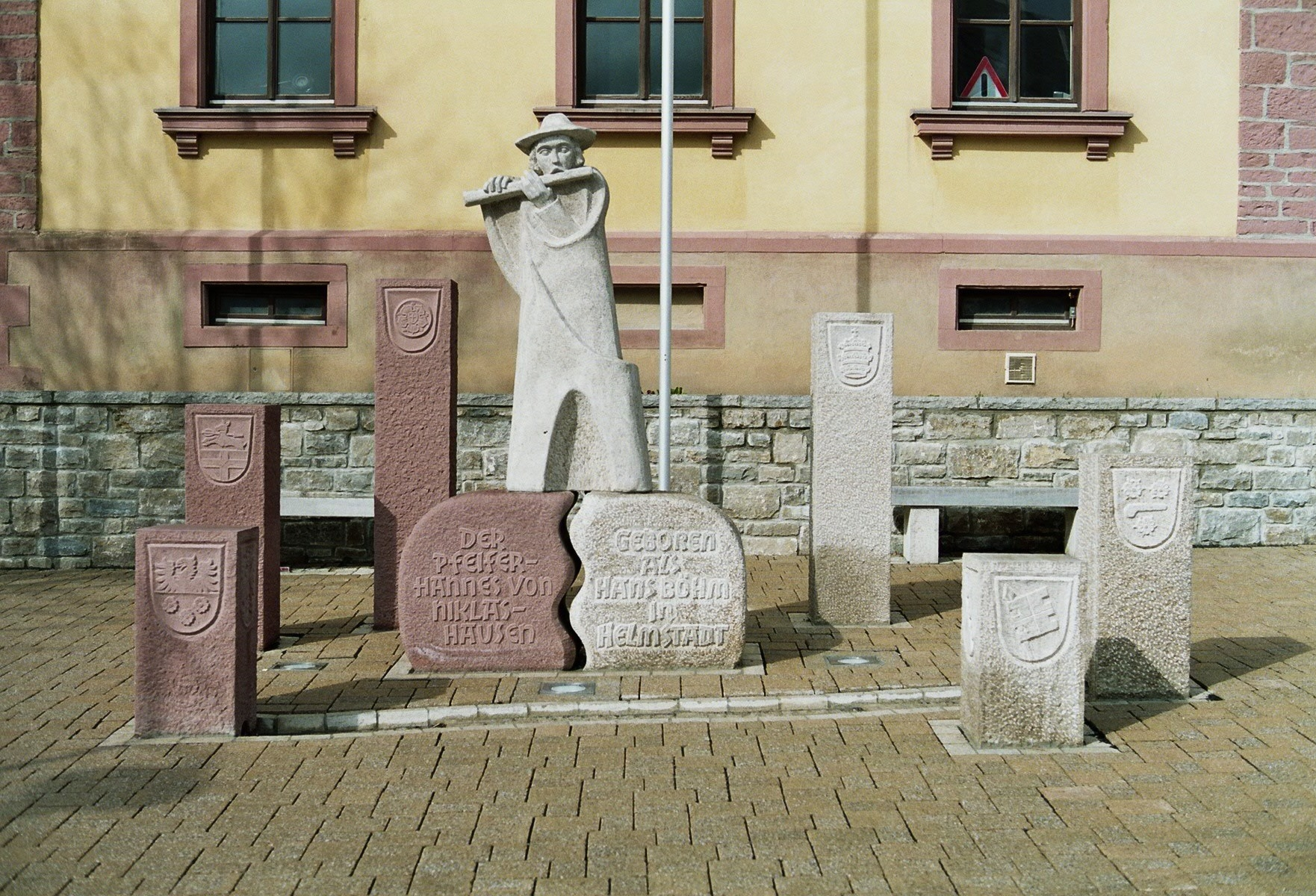
Denkmal für Hans Böhm, errichtet 2007

Der Ort hat Arzt- und Zahnarztpraxen, eine Apotheke, einen Kindergarten und eine Grundschule. Mehrere Unternehmen, die Deutsche Post AG und Banken bieten Arbeitsplätze am Ort an.

### Wirtschaft
Es gab im Jahr 2020 nach der amtlichen Statistik 687 sozialversicherungspflichtig Beschäftigte am Arbeitsort. Sozialversicherungspflichtig Beschäftigte am Wohnort gab es insgesamt 1241. Im verarbeitenden Gewerbe gab es drei, im Bauhauptgewerbe zwei Betriebe. Zudem bestanden im Jahr 2016 24 landwirtschaftliche Betriebe mit einer landwirtschaftlich genutzten Fläche von 1389 ha, davon waren 1169 ha Ackerfläche und 217 ha Dauergrünfläche.

### Bildung
Es gibt folgende Einrichtungen (Stand: 2015):
- Katholischer Kindergarten St. Josef (3 Kindergartengruppen mit 75 Kindern, 2 Kleinkindgruppen mit 24 Kindern)
- Katholischer Kindergarten St. Ägidius (Ortsteil Holzkirchhausen, 1 Kindergartengruppe mit 15 Kindern)
- Astrid-Lindgren-Grundschule (Verbandsgrundschule, 12 Klassen mit ca. 280 Schülern)

## Religion
83 % der Einwohner von Helmstadt und Holzkirchhausen sind katholisch, 9 % evangelisch. Die katholischen Pfarreien sind in der Pfarreiengemeinschaft Hl. Benedikt zwischen Tauber & Main organisiert, die ihren Sitz in Helmstadt hat und auch die Pfarreien der Gemeinden Böttigheim, Holzkirchen, Neubrunn, Uettingen, Remlingen und Wüstenzell mit einschließt. Die Pfarreiengemeinschaft ist Teil des Dekanats Würzburg links des Mains im Bistum Würzburg. Die evangelischen Gemeindemitglieder sind der Pfarrei St. Bartholomäus in Uettingen zugeordnet.

### Kirchen
- Katholische Pfarrkirche St. Martin
- Katholische Kuratiekirche St. Ägidius (Ortsteil Holzkirchhausen)

## Kultur und Sehenswürdigkeiten

Kirchen in der Gemeinde Helmstadt
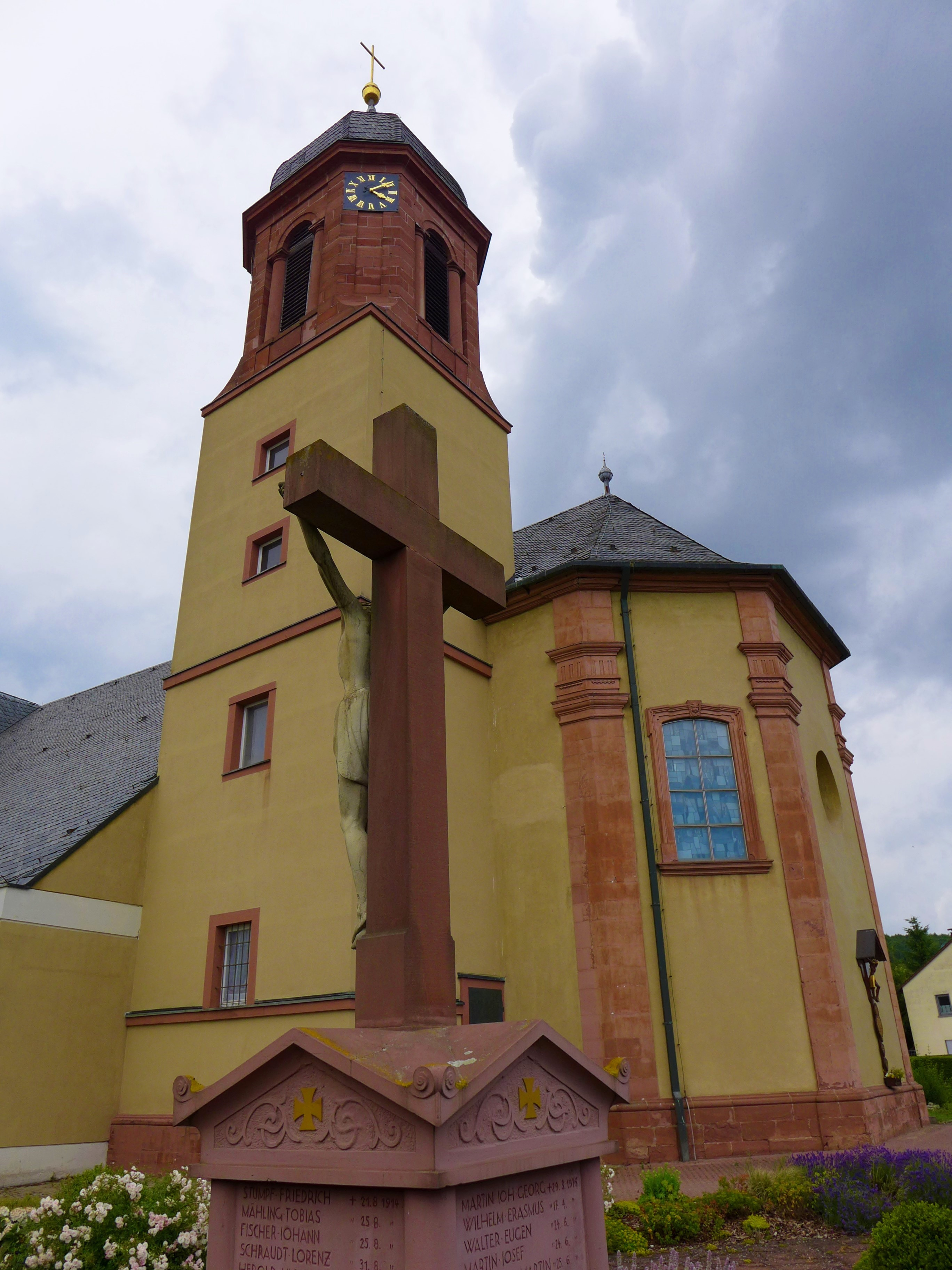
Helmstadt, katholische Pfarrkirche St. Martin, spätbarocker Chorflankenturm mit Apsis aus dem Jahr 1723
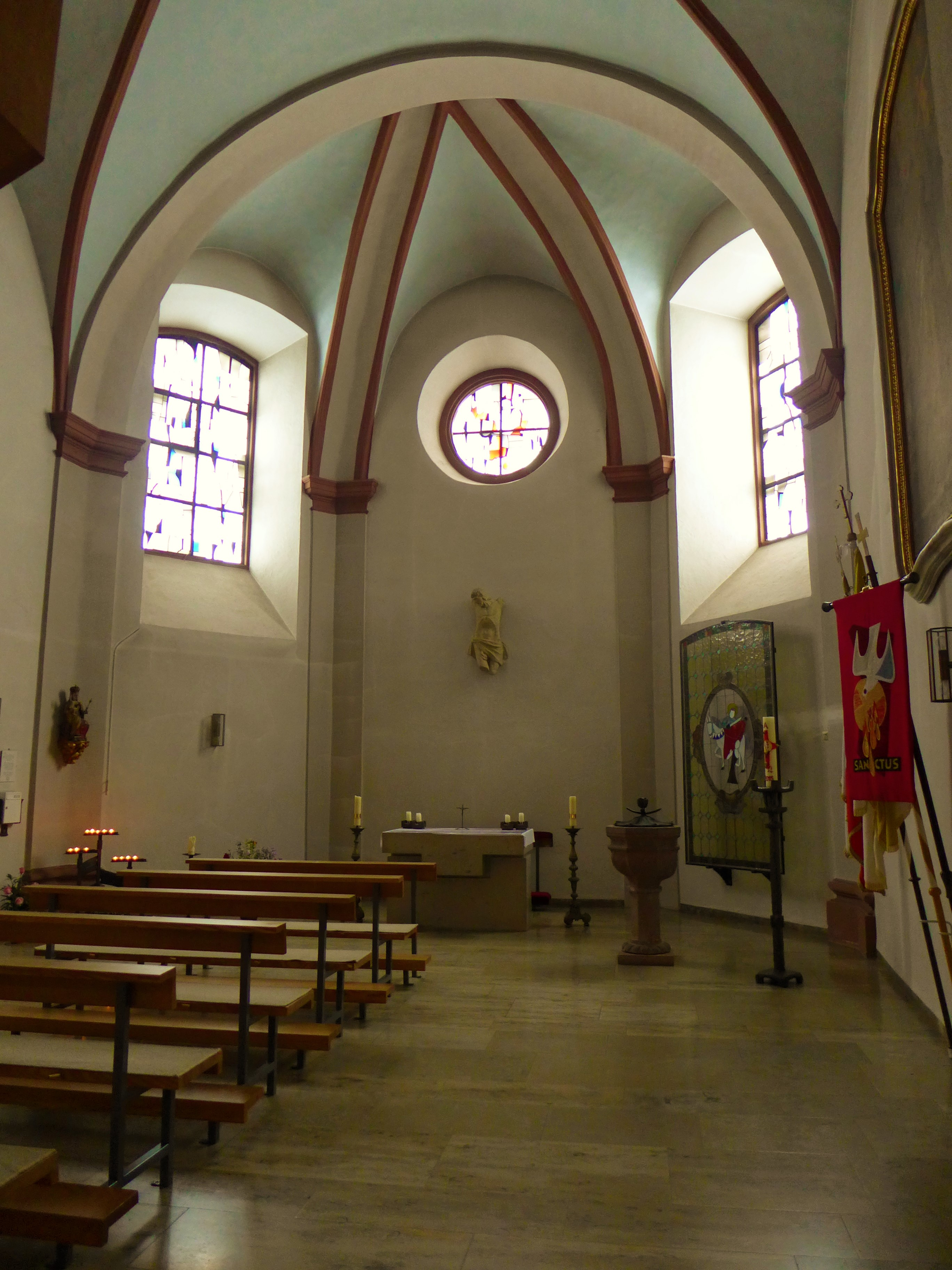
Helmstadt, katholische Pfarrkirche St. Martin, Blick in die alte Apsis der Kirche aus dem Jahr 1723
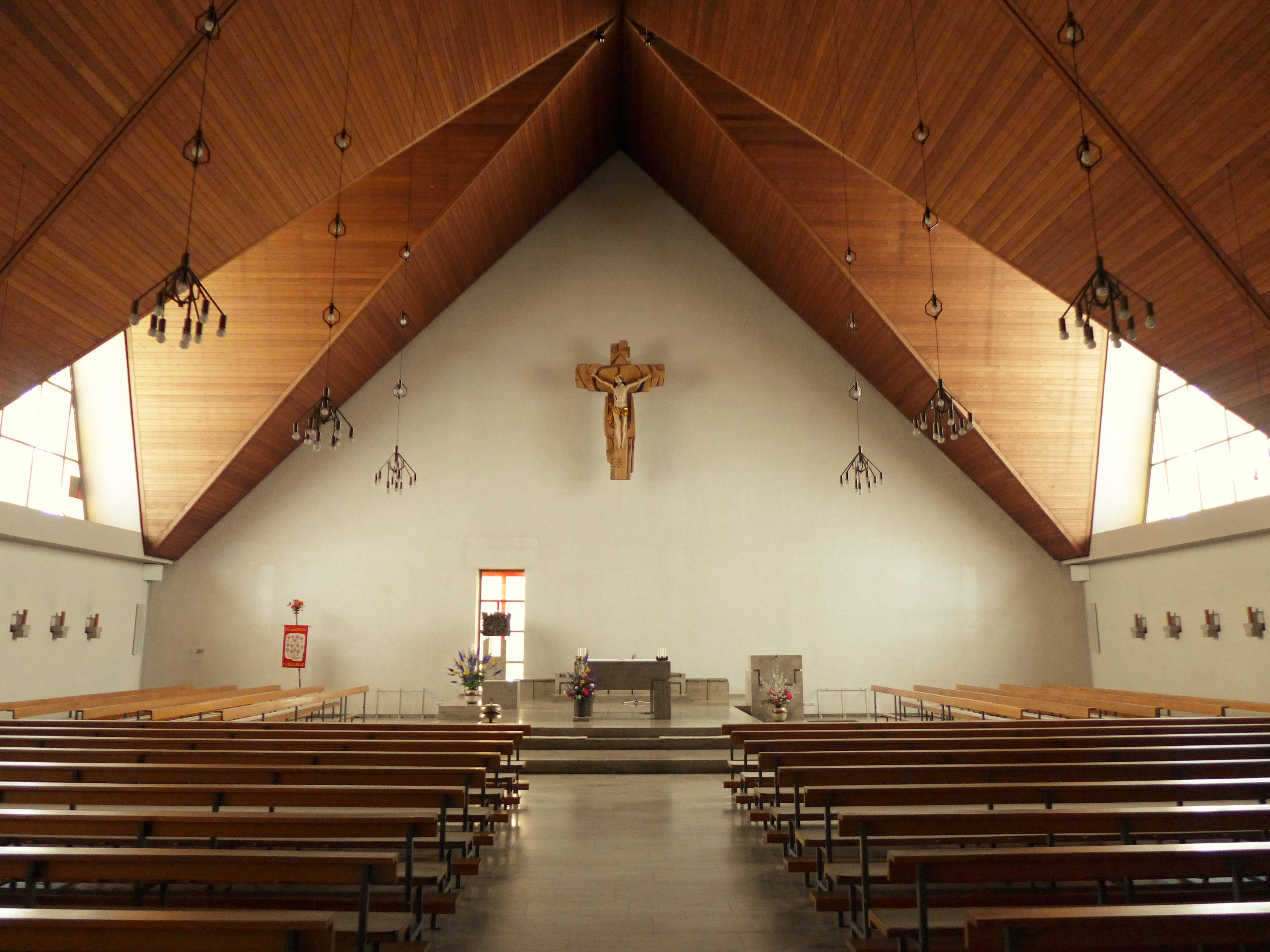
Helmstadt, katholische Pfarrkirche St. Martin, Blick zum Altar, Erweiterungsbau von 1966
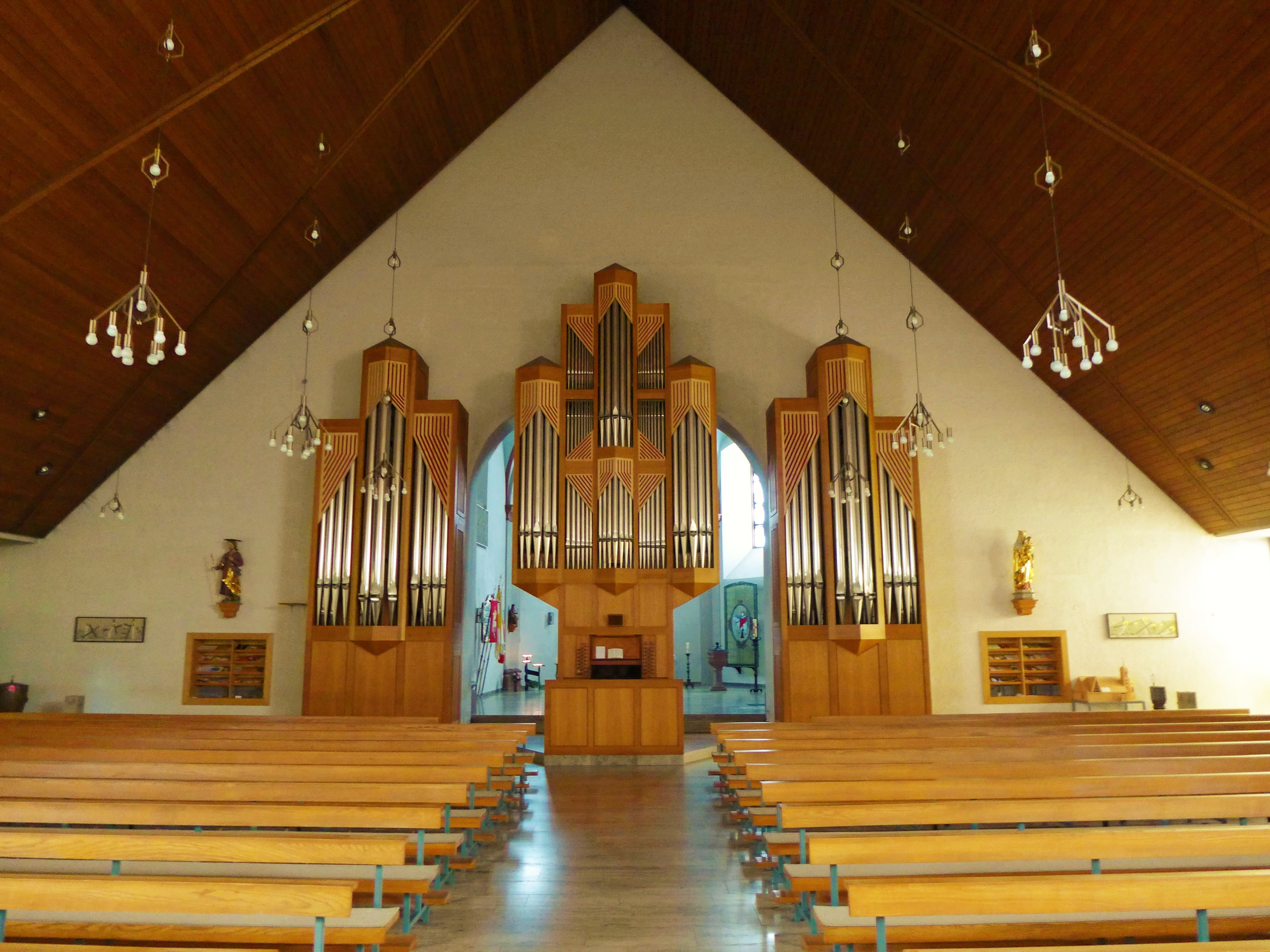
Helmstadt, katholische Pfarrkirche St. Martin, Erweiterungsbau von 1966, Blick zur Orgel und zu den Durchgängen zur alten Apsis von 1723
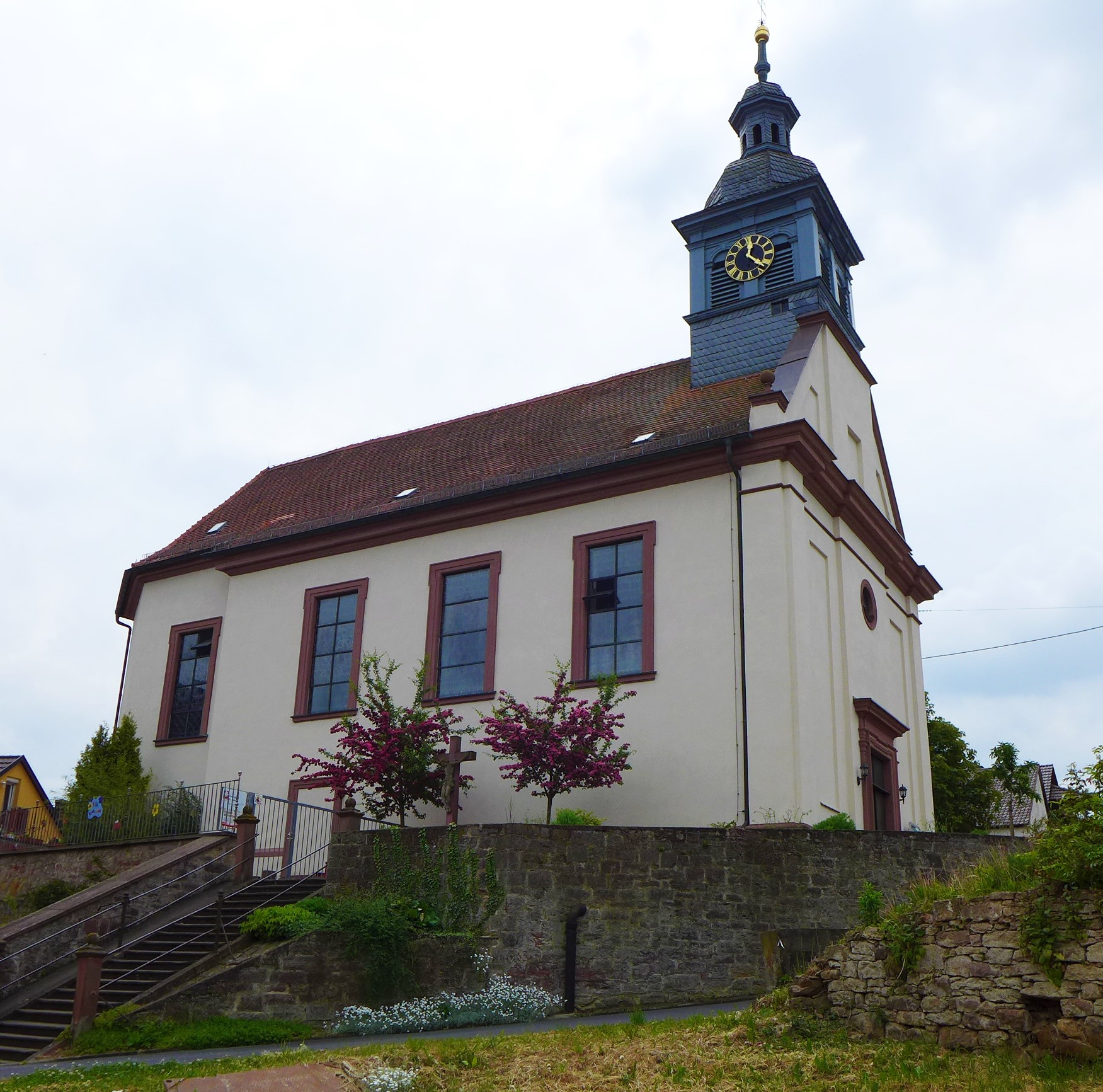
St. Ägidius (Holzkirchhausen); die katholische Kuratiekirche St. Ägidius ist ein Saalbau mit Dachreiter als Glockenturm, entstanden in den Jahren 1712 bis 1713
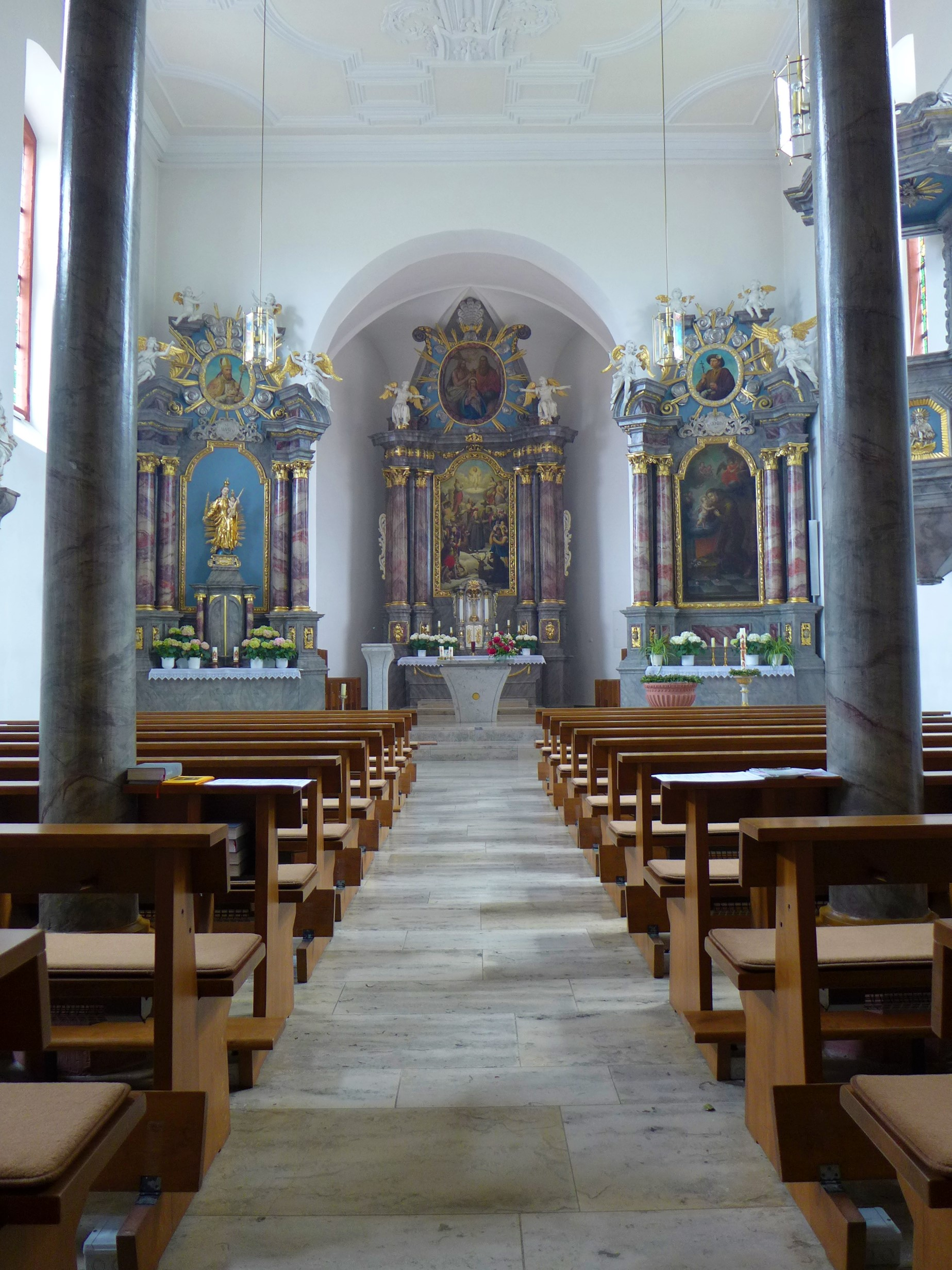
St. Ägidius (Holzkirchhausen), Blick zur Apsis mit drei Barockaltären
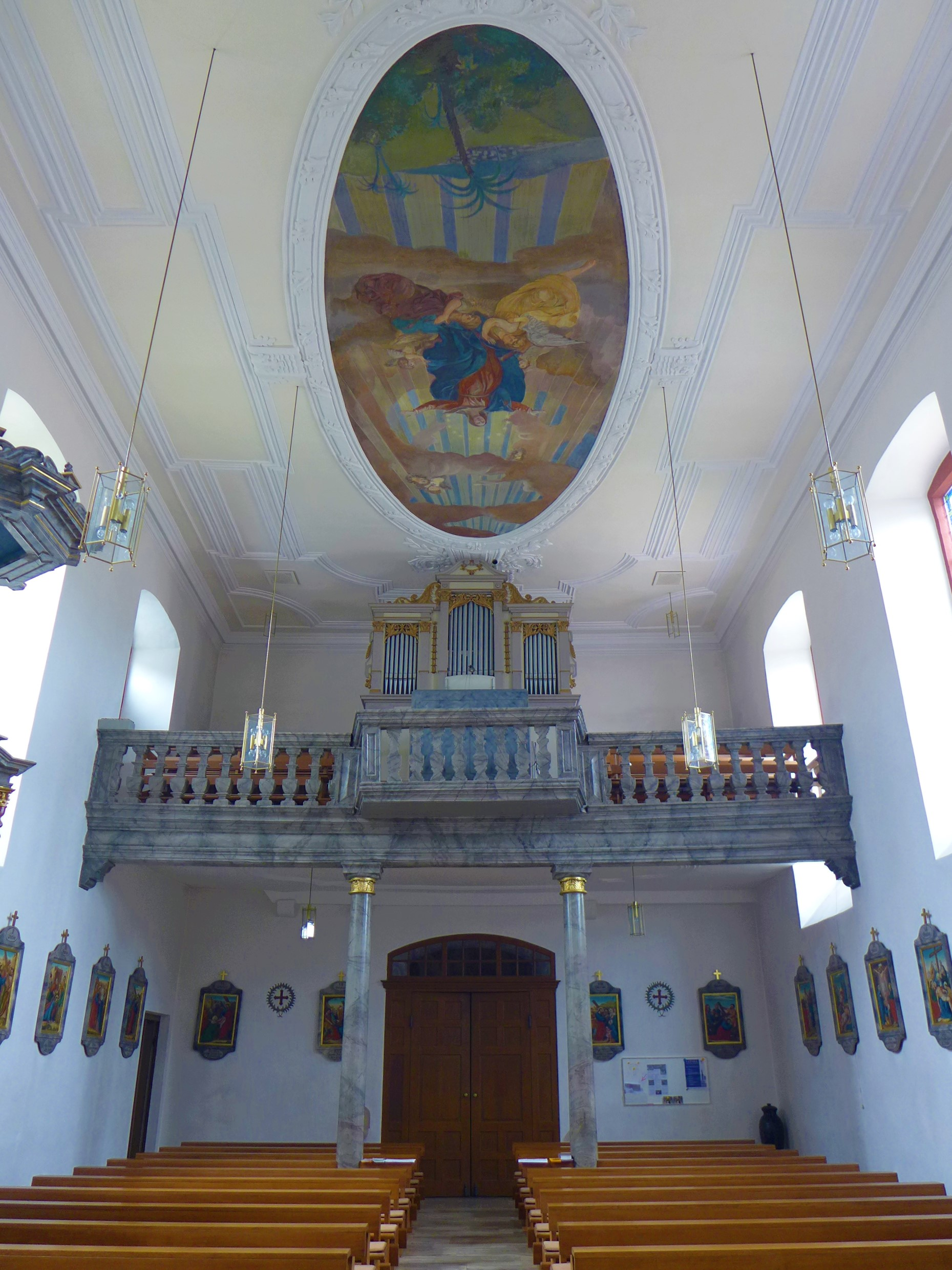
St. Ägidius (Holzkirchhausen), Blick zur Orgelempore

### Rad- und Wanderwege
- Europäischer Kulturweg Waldsassengau 1 – Zwischen allen Fronten[23]
- Durch Helmstadt verläuft der Fränkische Marienweg.

## Bauwerke

### Bodendenkmäler
Unter den Grafen von Wertheim entstand im 13. Jahrhundert außerhalb des Ortes eine kleine Burg, die Sitz des eingesetzten Vogts der Grafen war. Erstmals erwähnt wurde die Burg in einer Urkunde vom 2. März 1289. Die Burg hatte eine Fläche von rund 30 × 30 Metern und bestand wohl aus einigen wenigen Gebäuden, die von zwei Burggräben umschlossen waren. Die Anlage verfiel wohl gegen Ende des Mittelalters. Von der Anlage sind heute nur noch die Gräben erhalten.

## Persönlichkeiten
- Hans Böhm (1458–1476), Prediger, Initiator der Niklashäuser Wallfahrt von 1476
- Jakob Baunach (vor 1597–1627), Bürgermeister von Würzburg 1624–1625, unter Bischof Ehrenberg als Hexer erst enthauptet und dann verbrannt
- Hermann Koenig (1818–1857), Kornett-Virtuose, Komponist und Metallblasinstrumentenmacher
- Adam Flasch (1844–1902), klassischer Archäologe, Professor für Archäologie
- Günther Kaunzinger (* 1938), Organist und Pianist, wohnhaft in Helmstadt

## Vereine
- Blümlesverein
- Faschingsclub Helmstadt
- FC Helmstadt 1973 e. V.
- Feuerwehr Helmstadt
- Katholischer Frauenbund Helmstadt
- Kegelclub Alle Neune Helmstadt
- Mädelsmannschaft der JFG Welzbachtal
- MC Helmstadt
- Melomania
- MGV Frohsinn
- Sozialverband VdK – Ortsverband Helmstadt
- TV Helmstadt

## Sonstiges
Im lokalen Dialekt werden die Bewohner als „Blomäuser“ bezeichnet. Der Ursprung dieses Spitznamens erschließt sich aus einer ab 1527 geprägten niederländischen Münzart, die aufgrund ihres kruden Aussehens einen schlechten Ruf bei der Bevölkerung hatte und als „Blomäuser“ bezeichnet wurde. Der Reichsadler auf der Rückseite wurde als „Mäusebussard“ verspottet, während das „blo“ – oder „blau“ – auf eine mindere Beschaffenheit oder einen geringen Wert hinweist. Der Name ging später auf den ebenso unbeliebten Adlerschilling über, der ab 1536 unter anderem in Koblenz geprägt wurde und sich über Westdeutschland ausbreitete. Im späten Mittelalter tauchte Helmstadt in Schriftstücken mit dem Namen „Helblingstadt“ auf. Der Helbling war ebenfalls eine Münzart, die jedoch um 1600 ihre Gültigkeit verlor. Die Bewohner der umliegenden Ortschaften übertrugen daraufhin das Konzept des minderwertigen Blomäusers auf den Helbling und somit auch auf die unbeliebten Einwohner des Nachbarorts Helblingstadt als Spottname.